# Artemisia princeps
Artemisia princeps Pamp. è una pianta perenne della famiglia delle Asteraceae, anche nota con i nomi di ssuk (쑥?), assenzio coreano, artemisia coreana o artemisia giapponese, nativa di Cina, Corea e Giappone.
Per l'antico popolo della Corea, era un cibo con valenza religiosa o medica. Nel mito della fondazione di Gojoseon nel 2333 a.C., mangiare venti teste di aglio e un fascio di ssuk per cento giorni trasformò un orso in una donna.

## Descrizione

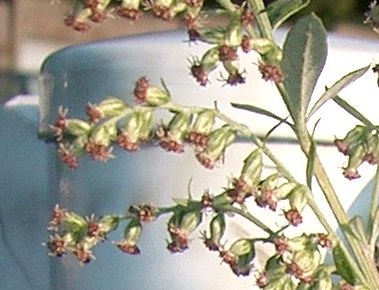
Fiori

È una pianta perenne che cresce fino a un'altezza di 1,2 metri e che si diffonde rapidamente tramite stoloni, diventando a volte invasiva.  Le foglie sono a forma di piuma, smerlate e verde chiaro, con una folta lanugine sulla pagina inferiore. I fiori, piccoli e colorati, compaiono da luglio a novembre, sono ermafroditi e vengono impollinati dal vento.

## Usi

### Gastronomia
Le foglie e le piantine giovani vengono mangiate cotte o crude, usate in insalate o zuppe dopo aver tolto l'amaro. Le foglie giovani possono essere scottate leggermente in acqua bollente prima di essere pestate e aggiunte al mochi, al quale danno un colore, un aroma e un sapore piacevoli.

### Medicina
Artemisia princeps viene usata nella moxibustione, una pratica medica tradizionale di Cina, Giappone, Corea, Mongolia, Tibet, Nepal e Vietnam. Una valutazione dell'efficacia degli estratti fumogeni e acquosi dell'erba hanno rilevato che entrambe le preparazioni inibiscono la crescita di particolari gruppi di cellule cancerogene in vitro. I fenolici (acidi caffeilchinici come il 3-CQA (acido clorogenico), il 4-CQA, il 5-CQA (acido neoclorogenico), il 1,5-diCQA, il 3,4-diCQA, il 3,5-diCQA e il 4,5-diCQA) alleviano lo stress ossidativo e migliorano la redditività di alcune cellule neuronali in vitro.